# Hemminga Veencompagnie

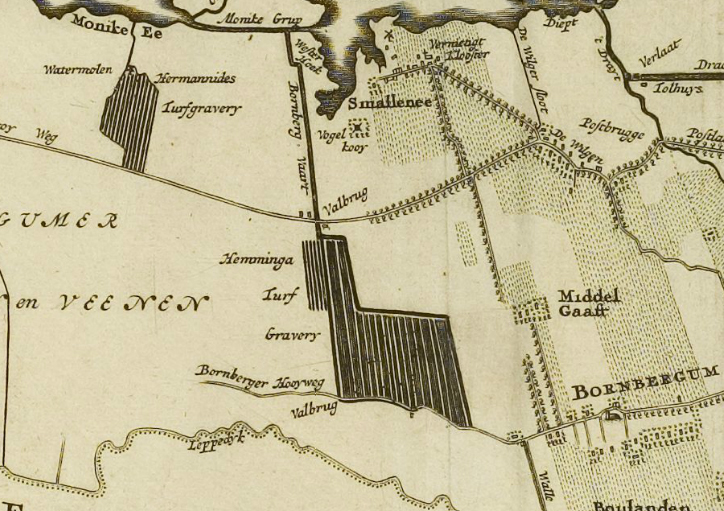
Locatie van de Hemminga Veencompagnie, hier aangeduid als 'Turfgraverij', in de Schotanusatlas van 1718

De Hemminga Veencompagnie was een compagnie die zich in de zeventiende en achttiende eeuw richtte op vervening in Smallingerland, Friesland.
De compagnie werd in 1668 opgericht door Ayso van Hemminga, met Aulus van Haersma, grietman van Smallingerland, Lambert Erryts, bijzitter van Smallingerland, en Focke Fockens Eringa, secretaris van Smallingerland, als mede-compagnons. Hiermee was de onderneming verzekerd van voldoende politieke en financiële ruggensteun.
Initieel werd land aangekocht voor 8.108 carolusguldens en 18 stuivers. Hierbij hoorde ook een vaart met dwarssloten, bruggen en sluizen, een watermolen en bedijking. Twee windmolens waren voor de helft in eigendom van de compagnie en voor de andere helft van de eigenaren van aangrenzende landen.
Bij de bruggen hief men tolgeld van de doorvarende turfschippers. Voor iedere lading turf moesten twee stuivers worden betaald. Hierbij dient te worden opgemerkt dat de compagnie de veenlanden niet zelf ontgon, maar deze verpachtte aan veenbazen die de eigenlijke vervening aanstuurden. De opbrengsten van de compagnie bestonden dus met name uit pacht- en tolgelden.
Via huwelijken met de dochters van Ayso van Hemminga kwamen de families Lycklama à Nijeholt en Van Boelens in de compagnie, terwijl Eringa en Lambert Erryts de compagnie verlieten. Met name Ayzo van Boelens heeft als kleinzoon van Ayso van Hemminga in latere jaren een leidende rol gespeeld.
Rond 1730 waren de venen van de compagnie grotendeels ontgonnen. Ayzo van Boelens heeft toen met Livius van Haersma, achterkleinzoon van bovengenoemde Aulus van Haersma, de Compagnie van de Blauwbrugstervaart opgericht.
De Hemminga Veencompagnie is duidelijk zichtbaar in de Schotanusatlas van 1718 als 'Hemminga Turfgraverij', ten westen van Boornbergum.